# 송지원 (아나운서)
송지원(1993년 12월 17일~ )은 KBS의 46기 공채 아나운서이다.

## 학력
- 2009년 ~ 2012년 : 서울외국어고등학교
- 2012년 ~ 2017년 : 이화여자대학교 사범대학 사회교육학과 학사 (2012학번)

## 경력
- 조선일보 인턴 기자
- 2018년 ~ 2019년 : KBS포항방송국 프리랜서 아나운서
- 2019년 ~ : KBS 46기 공채 아나운서 (KBS창원방송총국 지역 근무)

## 방송 진행
- 1TV 뉴스930 경남
- 1TV 영남라디오스타